# Buddh International Circuit
Il Buddh International Circuit, situato a Greater Noida, nella regione Uttar Pradesh, in India, è un circuito automobilistico di Formula 1, sito nelle vicinanze di Delhi e progettato da Hermann Tilke che aveva curato già la realizzazione di diverse piste in calendario. Ha ospitato tutte le tre edizioni del Gran Premio d'India di Formula 1 (dal 2011 al 2013) ed ospita il Gran Premio motociclistico d'India del Motomondiale a partire dal 2023.

## Storia
Nel luglio 2007 venne proposta la disputa di una gara di Formula 1 a Greater Noida per il 2009.
Nel settembre 2007 due siti vennero messi a confronto: Sohna, Haryana e Greater Noida, Uttar Pradesh per ospitare una gara nel 2010.
Il mese seguente la Formula One Administration pagò Rs 1 600 crore alla JPSK Sports Private Limited per costruire un circuito di Formula 1 a Noida. La JPSK è un'azienda che fa capo alla Jaiprakash Associates (74%) e Sumeer Kalmadi (figlio di Suresh Kalmadi presidente del Comitato Olimpico Indiano) proprietario della Sulba Realty Private Limited (13%) e della Trackwork International Pvt Ltd (13%), sita a Delhi. SK nella JPSK è un chiaro riferimento a Sumeer Kalmadi.
Inizialmente conosciuto come Jaypee Group Circuit o Jaypee International Race Circuit, dal nome dei proprietari del circuito, il tracciato è stato ufficialmente denominato Buddh International Circuit nell'aprile 2011. Secondo quanto affermato da Sameer Gaur, amministratore delegato di Jaypee Sports International, il nome deriva dalla parola Buddha e sta ad indicare pace e tranquillità.
Il 18 ottobre 2011, circa due settimane prima della prima gara prevista sul tracciato, una Red Bull RB5, condotta dallo svizzero Neel Jani è la prima vettura di Formula 1 a percorrere la pista.
In occasione della prima edizione della corsa, la Squadra Corse della CEA ha visionato e supportato l'organizzazione in merito ai servizi antincendio e ha pubblicato una relazione su interventi futuri e possibili migliorie.

## Tracciato
L'organo di governo della Formula Uno, la FIA, indicò provvisoriamente l'inclusione del Gran Premio d'India per l'ottobre 2011, ma la conferma della gara era subordinata all'omologazione del circuito prevista per la fine del mese di luglio e gli inizi di agosto. Il costo stimato per la costruzione era di circa 10 miliardi di INR (circa 160 milioni di euro), e lo stesso era previsto che fosse completato per il maggio 2011. Il tracciato avrà una lunghezza di 5,14 km ed occuperà una superficie di 354 ettari. Erano previsti posti a sedere per 150 000 spettatori con l'intenzione di accrescerli fino a 200 000.
Il circuito è parte di un comprensorio sportivo di oltre 1 000 ettari, denominato Jaypee Greens Sports City, che prevede la costruzione di uno stadio per il cricket da 100 000 posti, un campo da golf a 18 buche, uno stadio per l'hockey da 25 000 posti ed un'accademia dello sport. Il costo del complesso era stimato in 4 000 crore, generando un giro di affari annuo di oltre 125 milioni di euro e l'impiego di una forza lavoro di 10 000 persone. Secondo alcune fonti (poi smentite dai fatti) il circuito avrebbe dovuto essere il secondo più veloce del mondiale dopo Monza ed il progetto fu trasmesso alle squadre di Formula 1 allo scopo di raccogliere suggerimenti su come modificarlo per migliorare i sorpassi. Ciò comportò alcune modifiche minori, come emerso nell'aprile 2010. I sette tornanti previsti nel disegno originale furono eliminati ed il tracciato alle curve 3, 4 e 16 fu ampliato per permettere ai piloti di impostare diverse traiettorie. Maggiori informazioni furono comunicate nell'agosto 2010, rivelando l'esistenza di piani per fare del circuito uno dei più impegnativi per i piloti, con una carreggiata maggiorata di quattordici metri nelle prime tre curve sopraelevate e una doppia via di fuga nella curva sul lato opposto del circuito.
JPSK non pagò i terreni sui quali è costruito il circuito, pagamento che fu fatto dalla FOA nella misura di 30 milioni di euro/anno per dieci anni.

## Albo d'oro della Formula 1
| Anno | Pilota           | Scuderia |
| ---- | ---------------- | -------- |
| 2011 | Sebastian Vettel | Red Bull |
| 2012 | Sebastian Vettel | Red Bull |
| 2013 | Sebastian Vettel | Red Bull |

### Vittorie per pilota
| Vittorie | Pilota           | Anno(i)/vettura         |
| -------- | ---------------- | ----------------------- |
| 3        | Sebastian Vettel | 2011-2012-2013/Red Bull |

### Vittorie per scuderia
| Vittorie | Scuderia | Anno(i)/pilota                  |
| -------- | -------- | ------------------------------- |
| 3        | Red Bull | 2011-2012-2013/Sebastian Vettel |